# Marathos
Marathos (Μάραθος) o Marathi (Maraθi) raramente Marathonisi, es una pequeña isla griega del conjunto isleño de Arkoi, administrada por el municipio de Patmos en la región sur del mar Egeo. El nombre de la isla proviene de la palabra griega Maratho (Μάραθο) que significa hinojo, planta que abundaba en ella.

## Geografía
La isla de Marathos tiene un área de 0,355 km². Se encuentra a unos 16 km al este de Patmos y a 5 km al norte de Lipsi. La distancia más corta a la isla principal de Arkoi es de unos 600 m, la principal ciudad y puerto de Arkoi está a más de 2 km. Alrededor de 160 metros de la costa noroeste está la isla de Strongyli (Στρογγύλη) y un kilómetro al oeste la de Agryllousa (Αγρυλλούσα).
La costa es principalmente rocosa y a veces empinada, sólo en la resguardada bahía del puerto en la parte oriental de la isla hay una pequeña playa de arena con unas pocas casas. El paisaje está dominado por los representantes típicos de la garriga. El hinojo (Foeniculum vulgare) epónimo (μάραθο, Maratho) está presente debido a la excesiva práctica de la ganadería.

## Historia
El asentamiento original se encuentra al este de la bahía del puerto. Hay al lado un edificio con bóvedas de cañón de la época bizantina, las casas en ruinas del asentamiento abandonado son de finales del siglo XX y hay una capilla de Agios Nikolaos (Άγιος Νικόλαος, San Nicolás).
Marathos estaba habitada permanentemente por cinco personas en 2011. Los residentes practican la cría de cabras y la autosuficiencia con algunos cultivos de hortalizas. Para los excursionistas provenientes de Lipsi, Leros y Patmos y para los marineros hay tabernas, algunas de ellas con pernoctación disponible.
La energía es suministrada por una pequeña instalación fotovoltaica y también tiene un cable submarino desde Arkoi. El agua potable viene con un camión cisterna desde Rodas.
Población de Marathos
| Año        | 1947 | 1951 | 1961 | 1971 | 1981 | 1991 | 2001 | 2011 |
| ---------- | ---- | ---- | ---- | ---- | ---- | ---- | ---- | ---- |
| Habitantes | 22   | 26   | 21   | 8    | 5    | 2    | 6    | 5    |

## Naturaleza
El halcón de Eleonor (Falco eleonorae) visita las islas cada año como lugar de cría con lo que Marathos y las islas de los alrededores son consideradas como uno de los diez más importantes santuarios de aves de Grecia según la Organización Griega de Protección de Aves (Ελληνική Ορνιθολογική Εταιρεία) que es socio de BirdLife International. Otras aves protegidas que visitan las islas durante todo el año son la gaviota de Audouin (Ichthyaetus audouinii), la pardela de Pascua (Puffinus nativitatis), el ratonero moro (Buteo rufinus) y el cormorán moñudo (Phalacrocorax aristotelis).
Debido a las peculiaridades de la flora y fauna de Marathos, junto con las islas de Lipsi y Agathonisi y la zona marítima adyacente, pertenece a la red Natura 2000 de la Unión Europea como GR 4210010 Arkoi, Leipsoi, Agathonisi kai Vrachonisides (Αρκοί-Λειψοί-Αγαθονήσι y Βραχονησίδες) y partes de ella al mismo tiempo al Santuario Europeo de aves GR 4210017 West Arki & Islands (Βορειοδυτικό τμήμα Αρκιών y Νησίδες) o como IBA ("Área Importante para las Aves") - Área GR 160 Islotes del Norte del Dodecaneso (Νησίδες και βραχονησίδες Βορείων Δωδεκανήσων).